# Phyllonorycter populiella
Phyllonorycter populiella är en fjärilsart som först beskrevs av Victor Toucey Chambers 1878.  Phyllonorycter populiella ingår i släktet guldmalar, och familjen styltmalar. Inga underarter finns listade i Catalogue of Life.